# Liste der Kantone im Département Pyrénées-Atlantiques
Das Département Pyrénées-Atlantiques liegt in der Region Aquitanien in Frankreich. Es untergliedert sich in drei Arrondissements.
Das Département untergliedert sich in 27 Kantone (französisch cantons), bei denen sich drei Kantone auf zwei Arrondissements aufteilen.
Siehe auch: Liste der Gemeinden im Département Pyrénées-Atlantiques

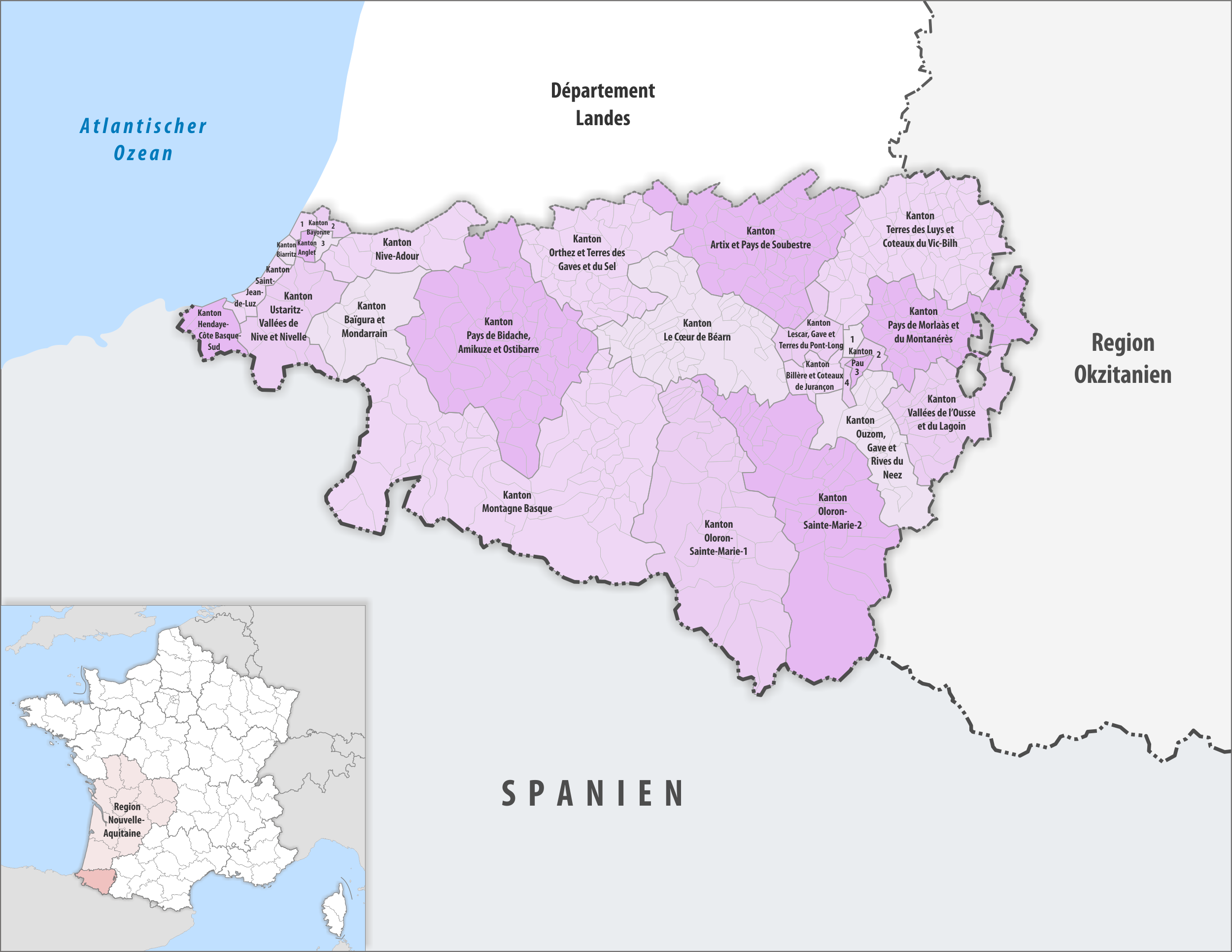
Gemeinden und Kantone im Département Pyrénées-Atlantiques

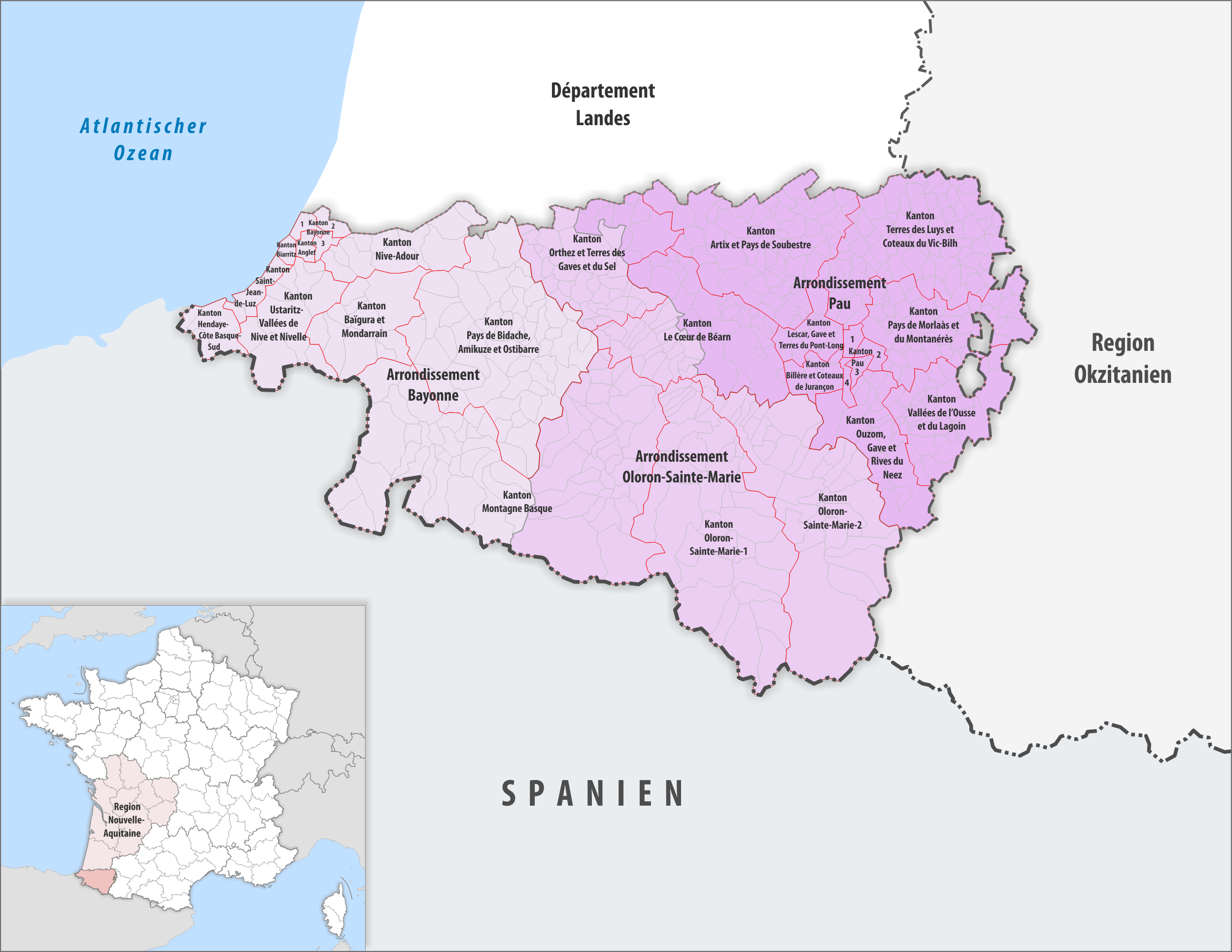
Gemeinden, Arrondissemente und Kantone im Département Pyrénées-Atlantiques

| Kanton                                 | Gemeinden | Einwohner 1. Januar 2022 | Fläche km² | Dichte Einw./km² | Code INSEE | Arrondissement(e)            |
| -------------------------------------- | --------- | ------------------------ | ---------- | ---------------- | ---------- | ---------------------------- |
| Anglet                                 | 1⁄2       | 26.263                   | 13,23      | 1.985            | 6401       | Bayonne                      |
| Artix et Pays de Soubestre             | 54        | 28.020                   | 524,00     | 53               | 6402       | Pau                          |
| Baïgura et Mondarrain                  | 10        | 25.568                   | 239,50     | 107              | 6403       | Bayonne                      |
| Bayonne-1                              | 5⁄6       | 22.337                   | 14,81      | 1.508            | 6404       | Bayonne                      |
| Bayonne-2                              | 1 ⁄3      | 29.137                   | 19,31      | 1.509            | 6405       | Bayonne                      |
| Bayonne-3                              | 1⁄3       | 26.797                   | 7,08       | 3.785            | 6406       | Bayonne                      |
| Biarritz                               | 1         | 25.810                   | 11,66      | 2.214            | 6407       | Bayonne                      |
| Billère et Coteaux de Jurançon         | 5         | 23.537                   | 61,06      | 385              | 6408       | Pau                          |
| Le Cœur de Béarn                       | 47        | 26.401                   | 480,74     | 55               | 6409       | Oloron-Sainte-Marie, Pau     |
| Hendaye-Côte Basque-Sud                | 3         | 29.927                   | 69,56      | 430              | 6410       | Bayonne                      |
| Lescar, Gave et Terres du Pont-Long    | 7         | 30.528                   | 87,80      | 348              | 6411       | Pau                          |
| Montagne Basque                        | 66        | 25.174                   | 1.339,98   | 19               | 6412       | Bayonne, Oloron-Sainte-Marie |
| Nive-Adour                             | 10        | 28.755                   | 201,50     | 143              | 6413       | Bayonne                      |
| Oloron-Sainte-Marie-1                  | 32 1⁄2    | 19.890                   | 856,74     | 23               | 6414       | Oloron-Sainte-Marie          |
| Oloron-Sainte-Marie-2                  | 33 1⁄2    | 21.876                   | 829,09     | 26               | 6415       | Oloron-Sainte-Marie          |
| Orthez et Terres des Gaves et du Sel   | 40        | 27.323                   | 397,32     | 69               | 6416       | Oloron-Sainte-Marie, Pau     |
| Ouzom, Gave et Rives du Neez           | 18        | 22.348                   | 253,74     | 88               | 6417       | Pau                          |
| Pau-1                                  | 1⁄4       | 26.116                   | 14,68      | 1.779            | 6418       | Pau                          |
| Pau-2                                  | 1 ⁄4      | 24.562                   | 17,48      | 1.405            | 6419       | Pau                          |
| Pau-3                                  | 2 1⁄4     | 21.412                   | 12,70      | 1.686            | 6420       | Pau                          |
| Pau-4                                  | 1 ⁄4      | 21.660                   | 13,88      | 1.561            | 6421       | Pau                          |
| Pays de Bidache, Amikuze et Ostibarre  | 52        | 22.094                   | 781,59     | 28               | 6422       | Bayonne                      |
| Pays de Morlaàs et du Montanérès       | 44        | 23.941                   | 314,30     | 76               | 6423       | Pau                          |
| Saint-Jean-de-Luz                      | 4         | 29.636                   | 40,04      | 740              | 6424       | Bayonne                      |
| Terres des Luys et Coteaux du Vic-Bilh | 72        | 26.862                   | 541,52     | 50               | 6425       | Pau                          |
| Ustaritz-Vallées de Nive et Nivelle    | 9         | 34.223                   | 229,76     | 149              | 6426       | Bayonne                      |
| Vallées de l’Ousse et du Lagoin        | 29        | 29.276                   | 271,69     | 108              | 6427       | Pau                          |
| Département Pyrénées-Atlantiques       | 545       | 699.473                  | 7.644,76   | 91               | 64         | –                            |

## Liste ehemaliger Kantone
Bis zum Neuzuschnitt der französischen Kantone im März 2015 war das Département Pyrénées-Atlantiques wie folgt in 52 Kantone unterteilt:
| Arrondissement      | Kantone |
| ------------------- | --- |
| Bayonne             | Anglet-Nord, Anglet-Sud, La Bastide-Clairence, Bayonne-Est, Bayonne-Nord, Bayonne-Ouest, Biarritz-Est, Biarritz-Ouest, Bidache, Espelette, Hasparren, Hendaye, Iholdy, Saint-Étienne-de-Baïgorry, Saint-Jean-de-Luz, Saint-Jean-Pied-de-Port, Saint-Palais, Saint-Pierre-d’Irube, Ustaritz |
| Oloron-Sainte-Marie | Accous, Aramits, Arudy, Laruns, Lasseube, Mauléon-Licharre, Monein, Navarrenx, Oloron-Sainte-Marie-Est, Oloron-Sainte-Marie-Ouest, Sauveterre-de-Béarn, Tardets-Sorholus |
| Pau                 | Arthez-de-Béarn, Arzacq-Arraziguet, Billère, Garlin, Jurançon, Lagor, Lembeye, Lescar, Montaner, Morlaàs, Nay-Est, Nay-Ouest, Orthez, Pau-Centre, Pau-Est, Pau-Nord, Pau-Ouest, Pau-Sud, Pontacq, Salies-de-Béarn, Thèze                                                                   |